# 2010年冬季残疾人奥林匹克运动会冰岛代表团
2010年冬季残疾人奥林匹克运动会冰岛代表团是冰岛派出的2010年冬季残疾人奥林匹克运动会代表团。未获得奖牌。